# Шахматы в Азербайджане
Шахматы в Азербайджане — вид спорта в Азербайджане.

## История
Игра в шахматы появилась на территории современного Азербайджана предположительно в V—VI веках. Упоминания о шахматах встречаются в произведениях классиков персидской поэзии, мыслителей Хагани и Низами (XII—XIII веках), а также у Физули (XVI век) и других; писатель и философ Мирза Фатали Ахундов в стихотворении «Игра шатрандж» (1864) средствами поэзии изложил правила шахматной игры.

### Период Азербайджанской ССР
С образованием Азербайджанской ССР была создана шахматная организация и игра приобрела массовый характер. Первые шахматные публикации издавались с начала 1920-х годов в газете «Бакинский рабочий». В 1923 году состоялся Всебакинский турнир. Победителями турнира стали братья Владимир и Михаил Макогоновы). В 1924 году конференция с участием представителей комсомола и профсоюзов поставила задачу пропаганды шахмат, которой способствовали также выступления в Баку Фёдора Дуз-Хотимирского и Николая Григорьева. Во второй половине 1920-х годов появилась группа молодых способных шахматистов: братья Александр и К. Сарычевы и М. и Д. Даниловы, О. Ростовцев, Н. Докторский, Касум Селимханов, А. Билибин. Лекции и сеансы одновременной игры в ряде городов и районов стимулировали распространение шахмат. 2—3 мая 1929 года в Баку состоялся матч сборных команд Баку и Тифлиса на 8 досках.

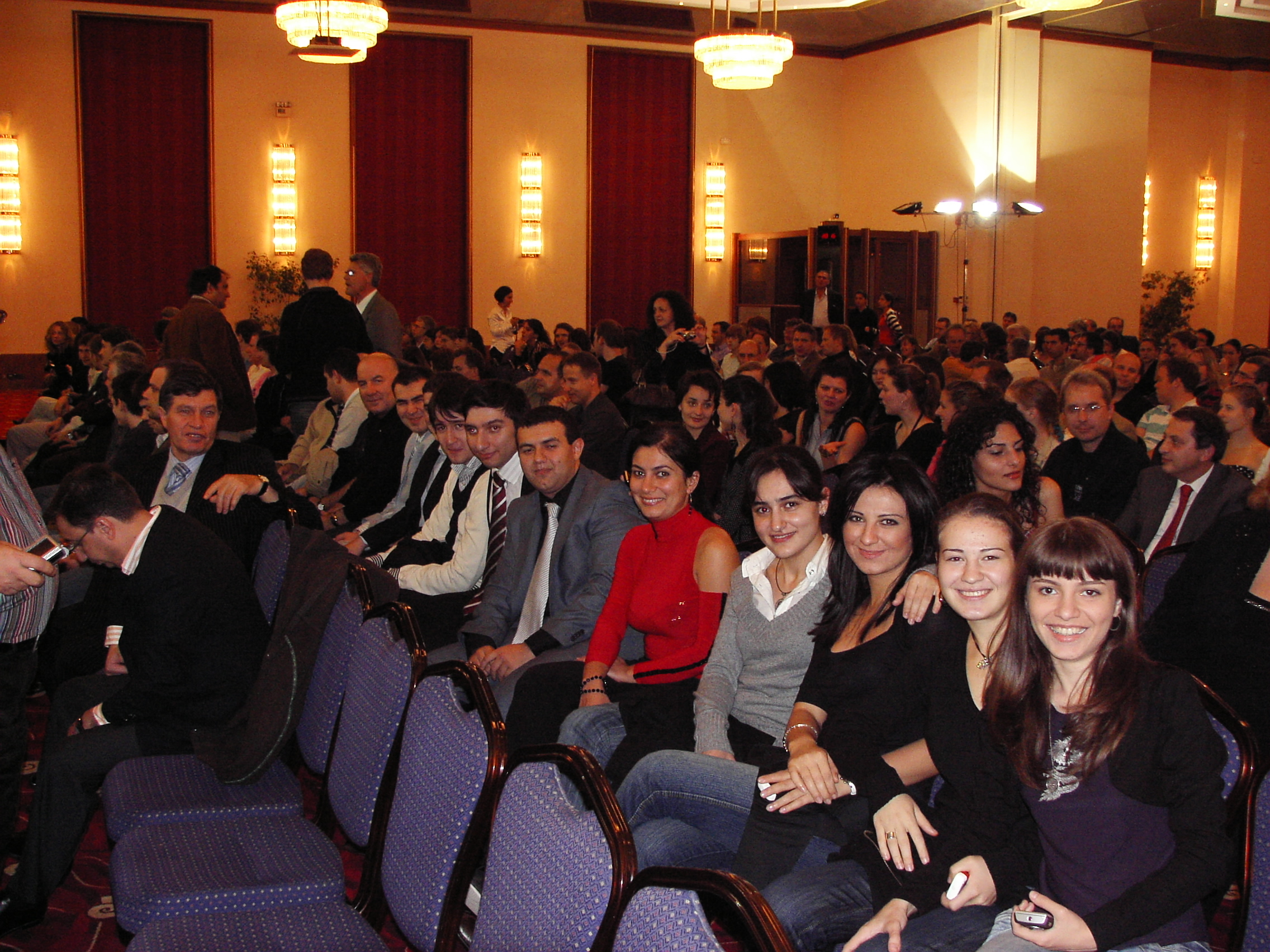
Основная и женская сборные Азербайджана на чемпионате Европы 2007

В 1934 году проведён 1-й мужской чемпионат Азербайджана. 1-е место занял Касум Ахмедович Селимханов, выиграв все партии (с 1935 года ставший первым председателем шахматной федерации Азербайджанской ССР). В 1936 году проведён первый женский чемпионат. Первое место заняла Рождественская. Чемпионкой Закавказья 1936 года стала А. Полисская (Баку). В 1938 году при бакинском шахматно-шашечном клубе открылась женская шахматная школа. Состоялись первые командные соревнования районов Азербайджанской ССР (победитель — вторая команда Кировабада) и республиканская шахматно-шашечная конференция (1938), обсудившая вопросы шахматного движения в Aзербайджане. Успехов в соревнованиях добились в тот период С. Абрамян, Э. Шихлинский, М. Жилаков, 3. Велибеков, Ф. Гаджинская и другие.
Во время Великой Отечественной войны соревнования почти не проводились. Исключением были матч Саломон Флор — Владимир Макогонов (Баку, 1942, не закончен) и двухкруговой турнир в июне — июле 1943 года в Баку с участием Саломона Флора, Давида Бронштейна, Владимира Макогонова, Арчила Эбралидзе, Сурена Абрамяна. Первое место занял Флор (5 очков из 7). 
До 1941 было проведено три чемпионата Азербайджанской ССР среди мужчин. С 1947 года чемпионаты стали проводиться ежегодно.   
С 1950-х годов начался активный рост шахматного движения в Азербайджане. В распространении шахмат среди детей и юношества важную роль сыграл шахматный кружок Бакинского Дома пионеров (ныне Дворец пионеров и школьников имени Ю. Гагарина), основанный Суреном Абрамяном. Активизировалась деятельность шахматных секций спортивных обществ «Нефтяник», «Спартак», «Наука», «Энергия», «Медик», «Искра» и других. Пропаганде шахмат способствовали также успехи шахматного лидера республики В. Макогонова. С 1960 года регулярно организуются и женские первенства.
В 1950-х годах лидерами республиканских шахматистов поочерёдно становились Азер Зейналлы, Султан Халилбейли (первый азербайджанский мастер по шахматам), Владимир Багиров (многократный чемпион республики). В чемпионатах побеждали Эльмар. Магеррамов, Ф. Сидеиф-заде, О. Павленко, Б. Левитас, Леонид Листенгартен, О. Приворотский, Г. Говашелишвили, Лев Гульдин, А. Моргулёв, Р. Корсунский. Успешно выступали Э. Сардаров, А. Шахтахтинский, Р. Амирханов, Джарулла Абакаров.
В 1970—1980-е годы выдвинулся ряд молодых шахматистов: Айдын Гусейнов (чемпион Закавказья, 1982), Александр Шакаров, А. Велибеков, А. Гаракян, С. Сулейманов, К. Аскарян, Александр Авшалумов, X. Расулов, С. Гулиев, Э. и Д. Джаббаровы, Г. Годжаев и другие. В 1980-х годах крупных достижений добился Гарри Каспаров, ставший чемпионом мира. 
В женских чемпионатах и других соревнованиях успешно выступали Татьяна Затуловская, М. Мартиросова, Нонна Аванесова (Каракашева/Каракашян), А. Токаржевская, А. Горбулева, А. Пирбудагова, X. Набиева, С. Алескерова, В. Джебраилова, Н. Агабабян, А. Саакова, Э. Алиева, А. Софиева (чемпионка СССР 1986 года среди девушек). 
Сборная женская команда республики в составе Айнур Софиева, Фируза Велиханлы, Н. Султанова  — победительница Спартакиады народов СССР 1986 года.
Помимо кружка Бакинского Дворца пионеров и школьников (в числе выпускников которого — Каспаров, Владимир Багиров, Татьяна Затуловская, Эльмар Магеррамов и другие). Шахматную работу вели общества «Спартак», «Буревестник», «Нефтчи», «Динамо» и другие. В сельской местности — общество «Мехсул», которое открыло шахматные клубы в ряде районных центров. В 1968 году была организована первая в Азербайджанской ССР Бакинская детско-юношеская шахматная школа (с 1982 года — республиканская спортивная школа шахмат Министерства просвещения Азербайджанской ССР). С конца 1970-х годов было открыто свыше 50 детско-юношеских спортивных школ в районах республики. С 1981 года проводились ежегодные шахматные фестивали школьников.
В Баку проводились крупные всесоюзные и международные соревнования: 29-й и 40-й мужские чемпионаты СССР (1961 и 1972); 23-й женский чемпионат СССР (1963); 20-й международный турнир ЦШК СССР, Бакинские турниры. 
Сборная Азербайджанской ССР участвовала в командных чемпионатах СССР: 1951 — 5-е; 1958 — 10-е; 1960 — 9-е; 1952 — 10-е; 1969 и 1972 — 9-е; 1981 — 14-е; 1985 — 7—8-е места. Команда республики принимала участие в Спартакиадах народов СССР: 1959, 1963, 1967 — 9-е; 1975 — 11-е; 1979 — 13-е; 1983 — 11-е; 1986 — 14-е (мужчины) и 1-е места (женщины).

### Заочные шахматы
Заочные соревнования проводятся с середины 1970-х годов. В 1976 при шахматной федерации Азербайджана была создана комиссия по заочной игре; проведено 4 чемпионата Азербайджана (победители — Л. Волошин, 1974—1975; С. Вдовин, 1977—1978; В. Цатурян, 1981—1983; С. Серебряков, 1984—1985). Бакинец П. Атяшев занял 1-е место во 2-м чемпионате СССР и в составе команды СССР стал чемпионом 3-й Олимпиады по переписке. В 5-м чемпионате СССР по переписке сборная команда Азербайджана заняла 11-е место среди 13 команд, в 6-м — 10-11-е среди 17, в 7-м — 3-е место (17 команд).

### Шахматная композиция
Начальная деятельность в области шахматной композиции в Азербайджане связана с именем А. Гурвича. В 1920-х годах в газете «Бакинский рабочий» были напечатаны задачи и этюды братьев Сарычевых. В 1970 организована комиссия по композиции при Шахматной федерации Азербайджана; 1-й председатель — международный мастер А. Сарычев. В чемпионатах Азербайджана побеждали:
- 1-й (1974) — двухходовки — Н. Гуламов, этюды — А. Сарычев;
- 2-й (1974—1977) — двухходовки — Гуламов, трёхходовки — Р. Алиовсадзаде, многоходовки — С. Хачатуров, этюды — Сарычев;
- 3-й (открытый, 1977—1979) — двухходовки — В. Мельниченко, трёхходовки — А. Калинин, многоходовки — A. Попандопуло, этюды — Д. Гургенидзе, задачи на кооперативный мат — Алиовсадзаде, задачи на обратный мат — М. Вагидов;
- 4-й (1983) — двухходовки и многоходовки — Рауф Алиовсадзаде, трёхходовки — 3. Эйвазова, этюды — Сарычев;
- 5-й (открытый, 1985) — двухходовки — С. Шедей, трёхходовки — B. Копаев, многоходовки — Хачатуров, этюды — Г. Надареишвили, кооперативные и обратные маты — А. Панкратьев.

В 8-х Всесоюзных командных соревнованиях шахматных композиторов (1972—1973) сборная команда Азербайджана заняла 8-е, в 9-х (1975—1976) — 9-е, 10-х (1977—1978) — 4-е, 11-х (1981—1982) — 8-е,
в 12-х (1984—1985) — 7-е места.
Ряд композиторов добился успеха на всесоюзных и международных конкурсах: Сарычев (этюды) — 2-е место на Олимпиаде в Лейпциге (1961) и 1-е место на международных конкурсах журналов «Нью стейтсмен» (1961, 1977), «Шаккелет» (1970), «Ческословенски шах» (1977); Б. Бадай (этюды) — 1-е место на конкурсе журнала «Шахматы в СССР» (1961) и конкурсе памяти А. Куббеля; Хачатуров — 1-е место в тематическом конкурсе многоходовок (1973); Э. Юсупов — 1-е место в международном конкурсе румынского журнала «Ревиста Ромынэ де шах» (1976); Рауф Алиовсадзаде и Вагидов (двухходовки) — 1-е место в международных конкурсах газеты «Студент» (Югославия; 1979—1980) и других; А. Зыгалов — 1-е место на международных конкурсах журналов «Тем-64» (Франция; 1979) и в Венгрии (1982).

### Изданные книги
Первые шахматные книги — «Игра в шахматы» (1928) и «Начальный курс шахматной игры» Р. Сафарова (1932). Также на азербайджанском языке изданы «Курс шахматных лекций» М. Эйве (1936) и «Шахматный кодекс СССР» (пер. с 3-го издания, 1938). С марта 1981 на азербайджанском и русском языках выходит двухнедельное приложение «Шахматы» к республиканской газете «Спорт». Постоянные шахматные рубрики ведутся в республиканских газетах
«Коммунист», «Бакинский рабочий», «Вышка», «Бакы», в ряде районных газет; 2 раза в месяц телевидение организует передачи «Шахматного клуба» и «Школы шахматных тренеров».

## Современный период
1 июля 1992 года основана Федерация шахмат Азербайджана. Федерация является членом Европейского шахматного союза.
5 мая 2009 года президент Азербайджана и глава НОК республики Ильхам Алиев подписал указ о Государственной поддержке шахмат. Госпрограмма охватывала развитие шахмат в 2009—2014 годах.
В декабре 2024 года Федерация шахмат подготовила программу поддержки и критерии формирования сборных. Утверждены этические правила поведения шахматистов. Предусмотрена выплата стипендий шахматистам. Стипендии назначаются в зависимости от международного рейтинга.
С января 2025 года шахматисты с рейтингом от 2600 (мужчины) и от 2300 (женщины) будут получать ежемесячную стипендию. С июля 2025 года вводится требование о минимум 25 играх в год для получения стипендии.

## Чемпионат Азербайджана по шахматам
Мужской чемпионат проводится с 1934 года. До 1941 было проведено три чемпионата Азербайджанской ССР среди мужчин. С 1947 года чемпионаты стали проводиться ежегодно.   

### 2022
Чемпионат Азербайджана по блицу 2022 года прошёл в декабре. Среди мужчин победителем стал Айдын Сулейманлы. Второе место завоевал Вугар Асадли, третье — Рауф Мамедов.

### 2024
Чемпионат Азербайджана 2024 по шахматам стартовал 11 апреля 2024 года. В чемпионате приняли участие 20 шахматистов. Чемпионат состоял из двух этапов. Первый этап состоял из 9 туров. Во второй этап прошли шахматисты, занявшие первые 4 места в первом туре. Второй этап проведён по олимпийской системе. Призовой фонд чемпионата составил 30 000 манат. Победитель чемпионата получил 12 000 манат. 
Победителем чемпионата стал Айдын Сулейманлы. 

### 2025
Чемпионат прошёл с 31 января по 15 февраля 2025 года. Победителем стал Рауф Мамедов.

## Чемпионат Азербайджана по шахматам среди женщин
Женский чемпионат проводится с 1936 года. С 1960 года чемпионат стал проводиться регулярно.
Чемпионы Азербайджана среди женщин:
- 2022 — Гюльнар Мамедова (по блицу)[5]
- 2023 — Ляман Гаджиева (по рапиду и блицу)[11]

### 2022
Победителем стала Гюльнар Мамедова. Ханым Баладжаева заняла второе место, Тюркан Мамедъярова — третье.

### 2023
Женский чемпионат Азербайджана по по рапиду и блицу прошёл с 27 по 29 ноября 2023 года. Победитель определялся по сумме очков в рапиде и блице. Первое место заняла Ляман Гаджиева, второе — Аян Аллахвердиева, третье — Тюркан Мамедъярова.

### 2025
Чемпионат проведён с 31 января по 15 февраля 2025 года. Победителем стала Гюнай Мамедзаде.

## Чемпионаты мира

### Чемпионат мира по рапиду и блицу 2024
В чемпионате принимают участие 15 шахматистов Азербайджана.
В соревновании по рапиду Магомед Мурадлы занял 12, Шахрияр Мамедъяров — 14 место, Васиф Дурарбейли — 23 место, Эльтадж Сафарли — 46, Риад Самедов — 73, Вугар Расулов — 97, Айдын Сулейманлы — 99, Вугар Манафов — 130 из 180 участников. Среди женщин в соревнованиях по рапиду Гюнай Мамедзаде заняла 23 место, Говхар Бейдуллаева — 30-е, Ханым Баладжаева — 38, Гюльнар Мамедова — 45, Зейнаб Мамедьярова — 70, Ульвия Фаталиева — 82, Туркан Мамедьярова — 85 из 110 участников.

## Чемпионаты Европы

### 2024
29 апреля 2024 года Ульвия Фаталиева выиграла женский чемпионат Европы по шахматам 2024 (Греция, Родос).
На чемпионате Европы по шахматам 2024 в Петровац-на-Мору (Черногория) сборная Азербайджана представлена 22 шахматистами. В первом туре 15 из 22 шахматистов одержали победы. После четырёх туров Рауф Мамедов вышел на 5 место. По итогам чемпионата Рауф Мамедов, заняв 14 место с 7,5 очками, вошёл в топ-20 и квалифицировался на чемпионат мира. 10 шахматистов Азербайджана вошли в топ-100.
На чемпионате Европы по рапиду и блицу 2024, прошедшем в декабре 2024 года в Скопье (Северная Македония) в соревнованиях по рапиду Эльтадж Сафарли занял 4 место, Магомед Мурадлы — 11, Намиг Гулиев — 23, Рауф Мамедов — 44 место. В соревнованиях по блицу Эльтадж Сафарли занял 9 место, Рауф Мамедов — 11 место, Магомед Мурадлы — 14 место, Намиг Гулиев — 66, Эльнур Алиев — 101 места.

## Кубок мира по шахматам
4 октября 2019 года впервые в истории шахматных игр Азербайджана гроссмейстер Теймур Раджабов, обыграв китайского шахматиста Дин Лижэня, стал победителем Кубка мира, который проходил в Ханты-Мансийске.

## Юношеский чемпионат мира по шахматам
В категории мальчиков до 8 лет в 2010 году победу одержал Абдулла Гадимбейли.
В категории мальчиков до 10 лет: Эльтадж Сафарли, 2002 год. Среди девочек: Парвана Исмаилова в 1992 году и Гюнай Мамедзаде в 2009-м.
Среди мальчиков до 12 лет победу одерживали Теймур Раджабов (1998) и Магомед Мурадлы (2015).
В категории юношей до 14 лет: Васиф Дурарбейли в 2006-м, Кянан Иззет в 2010-м, Айдын Сулейманлы в 2019-м.
Среди юношей не старше 18 лет в 2003-м побеждал Шахрияр Мамедъяров, а среди девушек данной возрастной категории: Илаха Кадымова (дважды, в
1992-м и в 1993-м), Зейнаб Мамедъярова (2000), Нармин Кязимова (2010), Говхар Бейдуллаева (2021), Аян Аллахвердиева (2023).
На юношеском чемпионате Европы по шахматам 2023, проходившем в румынском Мамая с 4 по 15 сентября 2023 года, азербайджанские шахматисты завоевали 4 золотые, 2 серебряные, 1 бронзовую медаль. Сборная Азербайджана стала первой в общекомандном зачёте.

## Чемпионат мира среди юниоров
В 2022 году на итальянском острове Сардиния представители Азербайджана Говхар Бейдуллаева и Абдулла Гадимбейли стали победителями среди юниоров. В прошлые годы дважды (2003, 2005) побеждал Шахрияр Мамедъяров.
13 июня 2024 года Аян Аллахвердиева завоевала бронзовую медаль на чемпионате мира по шахматам среди юниоров (, Гандинагар).

## Всемирная шахматная олимпиада

### 2024
Шахматная олимпиаде 2024 проходит в Будапеште (Венгрия) с 10 по 23 сентября.
Во втором туре мужская сборная Азербайджана обыграла Финляндию (3,5:0,5). Ниджат Мамедов, Рауф Мамедов и Магомед Мурадлы выиграли, Айдын Сулейманлы сыграл вничью. Женская сборная Азербайджана выиграла Австралию (3:1). Гюнай Мамедзаде и Ханым Баладжаева выиграли, Говхар Бейдуллаева и Гюльнар Мамедова сыграли вничью. После двух туров у сборной 4 очка.
В третьем туре мужская сборная выиграла у Молдовы (3:1). Айдын Сулейманлы и Шахрияр Мамедъяров выиграли, Ниджат Абасов и Магомед Мурадлы сыграли вничью. Женская сборная сыграла вничью с Аргентиной (2:2). Гюнай Мамедзаде и Ханым Баладжаева сыграли вничью. Гюльнар Мамедова выиграла, Ульвия Фаталиева проиграла.
После шести туров мужская сборная занимает 22-е место с 8 очками, женская — 10-е место с 10 очками.
В седьмом туре обе сборные встретятся со сборными Казахстана.
Руководитель мужской сборной — Теймур Раджабов, женской сборной — Михаил Шерешевский.
Состав мужской сборной на турнире — Шахрияр Мамедъяров, Рауф Мамедов, Ниджат Абасов, Айдын Сулейманлы, Магомед Мурадлы.
Состав женской сборной на турнире — Гюнай Мамедзаде, Говхар Бейдуллаева, Ханым Баладжаева, Ульвия Фаталиева, Гюльнар Мамедова.

### Среди юниоров
Всемирная шахматная олимпиада среди юношей и девушек не старше 16 лет состоялась с 28 октября по 6 ноября 2019 года в городе Чорум (Турция), где азербайджанская команда одержала победу.

## Клубный кубок Европы по шахматам

### 2024
На Клубном кубке Европы по шахматам 2024 клуб Азербайджана «Вугар Гашимов» одержал две победы в первых двух турах. В состав клуба входят Рауф Мамедов, Айдын Сулейманлы, Вугар Асадли, Ахмед Ахмедзаде, Реад Самедов, Ульви Садыхов, Вугар Манафов. Турнир проводится с 20 по 27 октября 2024 года по швейцарской системе в 7 туров в Врнячка-Баня (Сербия).
Шахрияр Мамедъяров, Ниджат Абасов, Намик Гулиев, Гюнай Мамедзаде, Говхар Бейдуллаева и Ульвия Фаталиева выступают на турнире за иные зарубежные клубы.

## Женская сборная
У женской сборной 4 медали на командных чемпионатах Европы. Первая (бронза) была завоёвана в 1992 году. Вторая только в 2019-м, так же бронза. На следующем командном чемпионате Европы (2021 год) женская сборная снова заняла третье место. В 2023 году завоевала серебряную медаль.

## Сборная Азербайджана

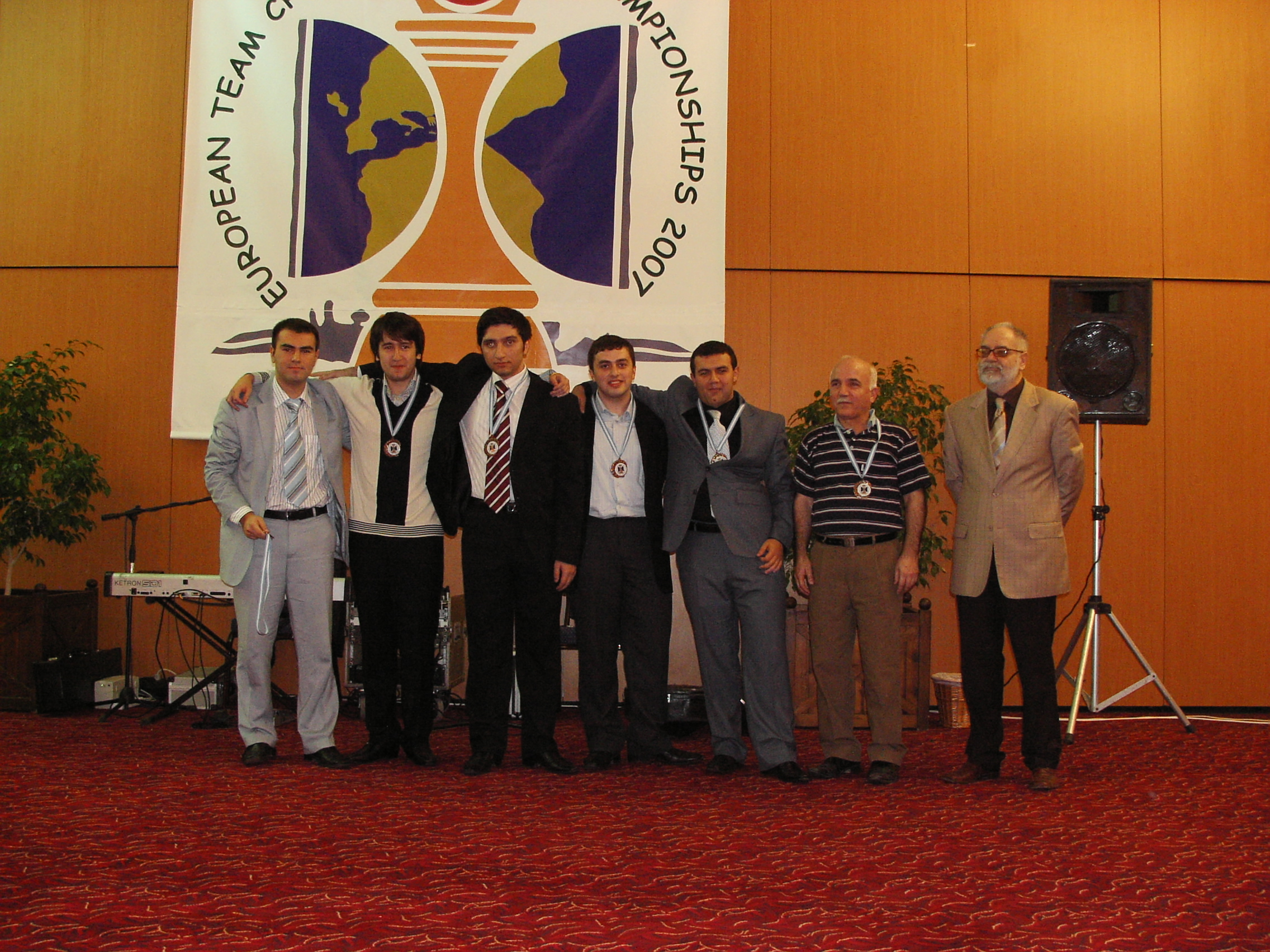
Сборная Азербайджана на ЧЕ в 2007 году

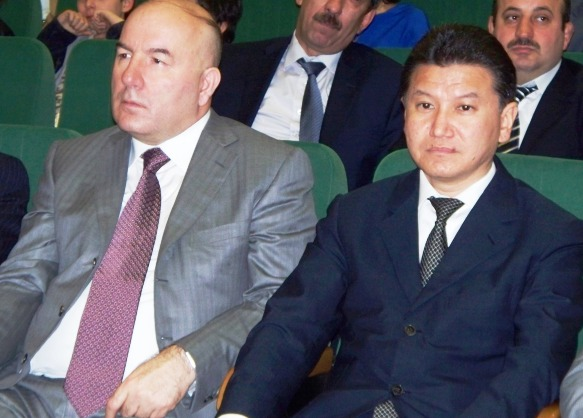
Президент Федерации шахмат Азербайджана Эльман Рустамов и президент ФИДЕ Кирсан Илюмжинов

Состав сборной на командном чемпионате Европы 2009 года:
| Доска                | Шахматист            | Рейтинг |
| -------------------- | -------------------- | ------- |
| 1-я                  | Теймур Раджабов      | 2757    |
| 2-я                  | Вугар Гашимов        | 2740    |
| 3-я                  | Гадир Гусейнов       | 2667    |
| 4-я                  | Шахрияр Мамедъяров   | 2721    |
| резервная            | Рауф Мамедов         | 2626    |
| капитан              | Зураб Азмайпарашвили |         |
| Сборная Азербайджана | Сборная Азербайджана | 2721    |

30 октября 2009 года сборная Азербайджана по шахматам впервые в своей истории стала чемпионом командного чемпионата Европы. Победу команде принёс Вугар Гашимов, в долгой и упорной борьбе добившийся победы над Даниэлем Стеллвагеном в заключительном туре чемпионата. Остальные три партии завершились вничью. В итоге Азербайджан набрал 15 очков и на 1 балл опередил Россию, завоевав чемпионский титул.

## Международные шахматные соревнования в Баку

### Женский шахматный турнир «Баку-2007»
В 2007 году в Баку на сцене театра «Унс» был проведён международный женский шахматный турнир «Баку-2007», с участием таких именитых шахматисток, как экс-чемпионка мира из Болгарии — Антоанета Стефанова, двукратная чемпионка Европы с Украины — Екатерина Лагно, победительница командного чемпионата Европы 2005 года — Моника Соцко из Польши и др.

### Гран-при Баку 2008
Первый турнир серии Гран-при 2008—2009 годов, проходивший в Баку с 20 апреля по 6 мая 2008 года. Категория: 19-я. Средний рейтинг участников — 2717. Победителями стали:
- Гашимов, Вугар  Азербайджан,
- Ван Юэ  Китай,
- Карлсен, Магнус  Норвегия.

В 2015 году в Баку проходил Кубок мира по шахматам, победителем которого стал Сергей Карякин. В 2016-м в столице Азербайджана прошла Всемирная шахматная олимпиада, чемпионами которой стали сборная США и женская сборная Китая.

### Кубок Президента Азербайджана
В рамках Кубка Президента, посвящённого памяти Гейдара Алиева, с 7 по 9 мая 2009 года, в Баку, на сцене театра «Унс» состоялась встреча сборной Азербайджана против сборной мира, в которой гости победили со счётом 21,5-10,5. Составы команд выглядели следующим образом:

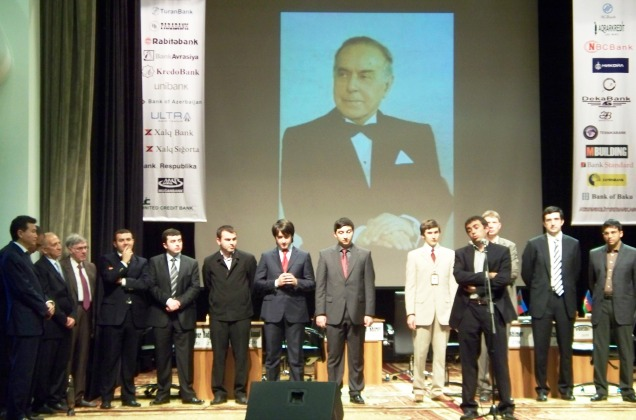
Участники турнира на сцене театра «Унс»

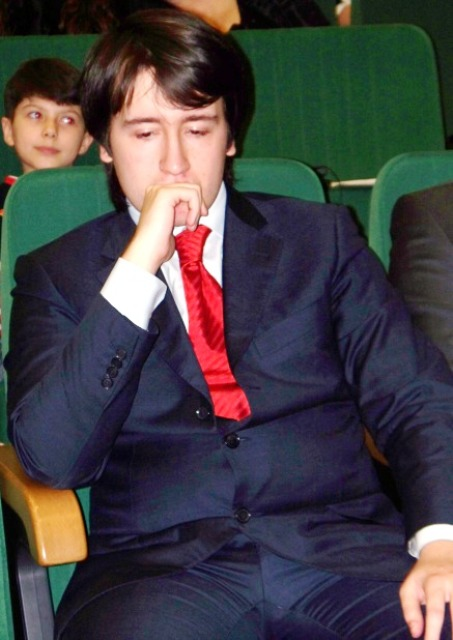
Теймур Раджабов

| № | Участник           | Команда              | Страна            | Текущий рейтинг |
| - | ------------------ | -------------------- | ----------------- | --------------- |
| 1 | Теймур Раджабов    | Сборная Азербайджана | Флаг Азербайджана | 2756            |
| 2 | Вугар Гашимов      | Сборная Азербайджана | Флаг Азербайджана | 2730            |
| 3 | Шахрияр Мамедъяров | Сборная Азербайджана | Флаг Азербайджана | 2725            |
| 4 | Гадир Гусейнов     | Сборная Азербайджана | Флаг Азербайджана | 2659            |
| 5 | Рауф Мамедов       | Сборная Азербайджана | Флаг Азербайджана | 2645            |
| 6 | Вишванатан Ананд   | Сборная Мира (ФИДЕ)  | Флаг Индии        | 2783            |
| 7 | Владимир Крамник   | Сборная Мира (ФИДЕ)  | Флаг России       | 2759            |
| 8 | Алексей Широв      | Сборная Мира (ФИДЕ)  | Флаг Испании      | 2745            |
| 9 | Сергей Карякин     | Сборная Мира (ФИДЕ)  | Флаг Украины      | 2721            |

### Всемирная шахматная олимпиада
42-я всемирная шахматная олимпиада проводилась в сентябре 2016 года. На олимпиаде приняли участие спортсмены из 176 стран. В конце 2016 года Операционный комитет Бакинской шахматной олимпиады получил международную премию «Победа» в номинации «Организатор года».

## Баку Опен
24 ноября 2018 года в Азербайджане стартовал международный шахматный турнир «Баку Опен 2018», посвященный столетию образования Азербайджанской Республики. На турнир завились 156 участников из таких стран, как Афганистан, Беларусь, Бразилия, Грузия, Иран и другие
20 сентября 2019 года дан старт десятому международному шахматному фестивалю «Баку Опен 2019», посвящённый 28-й годовщины восстановления государственной независимости Азербайджана.
На 4-12 мая 2023 года запланирован «Баку Опен 2023», посвященный 100-летию со дня рождения общенационального лидера Гейдара Алиева.
«Баку Опен 2024» проведён с 28 июня по 7 июля 2024 года в Бакинском дворце спорта. В турнире приняли участие 328 шахматистов из 12 стран. Победителем турнира стал Сина Мовахед (Иран). В женском зачёте победителем стала Полина Шувалова.
«Баку Опен 2025» проведён с 27 апреля по 6 мая в Бакинском кристальном зале.

## Мемориал Гашимова
С 2014 года проводится турнир памяти азербайджанского супергроссмейстера Вугара Гашимова с участием сильнейших шахматистов планеты.

### Shamkir Chess 2015
Второй турнир проходил с 16 по 25 апреля. На этом турнире Азербайджан представлял Рауф Мамедов. Победителем турнира стал представитель Норвегии Магнус Карлсен.

### Shamkir Chess 2016
В 2016 году турнир проходил с 25 мая по 5 июня. На турнире приняли участие 10 участников из 7 стран. Победителем турнира стал представитель Азербайджана — Шахрияр Мамедьяров.

### Shamkir Chess 2017
В 2017 году турнир проходил с 20 апреля по 1 мая. Победителем стал Шахрияр Мамедьяров.

### Shamkir Chess 2018
В апреле 2018 года в Центре Гейдара Алиева в Шамкире состоялся супертурнир по шахматам Shamkir Chess 2018, посвящённый памяти Вугара Гашимова. Турнир был организован при содействии министерства молодёжи и спорта Азербайджана, Федерации шахмат Азербайджана, SOCAR и Synergy Group.

## ShushaChess

### Шуша 2022
В сентября 2022 года состоялся первый в городе Шуше международный шахматный турнир. Победителями стали азербайджанец Шахрияр Мамедъяров и грузинка Мери Арабидзе.

## Иные соревнования

### 2024
13 июля 2024 года на Ⅴ Европейской Универсиаде команда в составе Вугара Манафова и Эльмара Атакишиева заняла первое место на соревнованиях по рапиду (, Мишкольц).
Ряван Огузов и Габиль Джавадов приняли участие в турнире «Belgrade Trophy 2024», проходящем с 23 ноября по 2 декабря 2024 года в Белграде (Сербия). После шести туров Ряван Огузов занимал лидирующую позицию, после семи — третье место. В итоге Огузов занял 7, Джавадов — 19 место. Всего в турнире участвовало 163 шахматиста.

### 2025
С 27 по 30 апреля 2025 года в Баку будет проведён турнир между Вишванатаном Анандом и Рауфом Мамедовым как действующим чемпионом Азербайджана. Будут проведены партии в рапиде и блице.

## Шахматы иазербайджанская литература
Шахматы занимали особое место и в азербайджанской литературе. В опубликованной в 1963 году в Висбадене, книге «Красавица Мехсети» немецкий профессор Мейер дает пояснения к рубаи о шахматах созданных персидской поэтессой Мехсети Гянджеви.
Мастер слова XII века Хагани Ширвани в своём произведении «Тахфэтул-Ирагейн» говорит о том, что в шахматах связь ладей дает возможность созданию угрозы, очень опасным для противника. Шахматные мотивы нашли своё отражение в произведениях великого классика персидской поэзии Низами Гянджеви. Во всех поэмах, входящих в Хамсе (Пятерицу), прослеживается частое обращение к игре в шахматы. Гаджи Али Тебризи, живший в XIV веке, мог играть вслепую одновременно с четырьмя игроками. Он завоевал звание первого шахматиста, став победителем среди всех сильнейших шахматистов не только в своей стране, но и во всей империи Теймурленга. Физули, в своей поэме «Лейли и Меджун», придавая глубокий смысл построению шахматных фигур, сравнивая Меджуна с собой говорит о том, что хотя Меджун и жил в более ранний исторический период, но в мире любви он всего лишь пешка, в то время как он (Физули) король, и несмотря на то, что в шахматах пешка стоит впереди короля, она все равно считается пешкой и Меджун пришедший в мир раньше, всего лишь пешка стоящая перед королём.